# Corsia cyclopensis
Corsia cyclopensis är en enhjärtbladig växtart som beskrevs av Pieter van Royen. Corsia cyclopensis ingår i släktet Corsia och familjen Corsiaceae. Inga underarter finns listade.